# Benthonellania
Benthonellania là một chi ốc biển nhỏ, là động vật thân mềm chân bụng sống ở biển trong họ Rissoidae.

## Các loài
Các loài trong chi Benthonellania gồm có:
- Benthonellania acuticostata (Dall, 1889)[2]
- Benthonellania agastachys Bouchet & Warén, 1993[3]
- Benthonellania coronata Absalão & Santos, 2004[4]
- Benthonellania fayalensis (Watson, 1886)[5]
- Benthonellania multicostata Absalão & Santos, 2004[6]
- Benthonellania oligostigma Bouchet & Warén, 1993[7]
- Benthonellania pyrrhias (Watson, 1886)[8]
- Benthonellania xanthias (Watson, 1886)[9]